# Aeroportul Jijiga
Aeroportul Jijiga (IATA: JIJ, ICAO: HAJJ) este un aeroport din Statul Somali, Etiopia ce deservește zona Jijiga. A fost numit după zona deservită.
Situat la o altitudine de 1.650 m, aeroportul dispune de o singură pistă.